# Micromorphe linta
Micromorphe linta är en fjärilsart som beskrevs av Moore 1859. Micromorphe linta ingår i släktet Micromorphe och familjen tofsspinnare. Inga underarter finns listade i Catalogue of Life.